# Iwane Beritaschwili

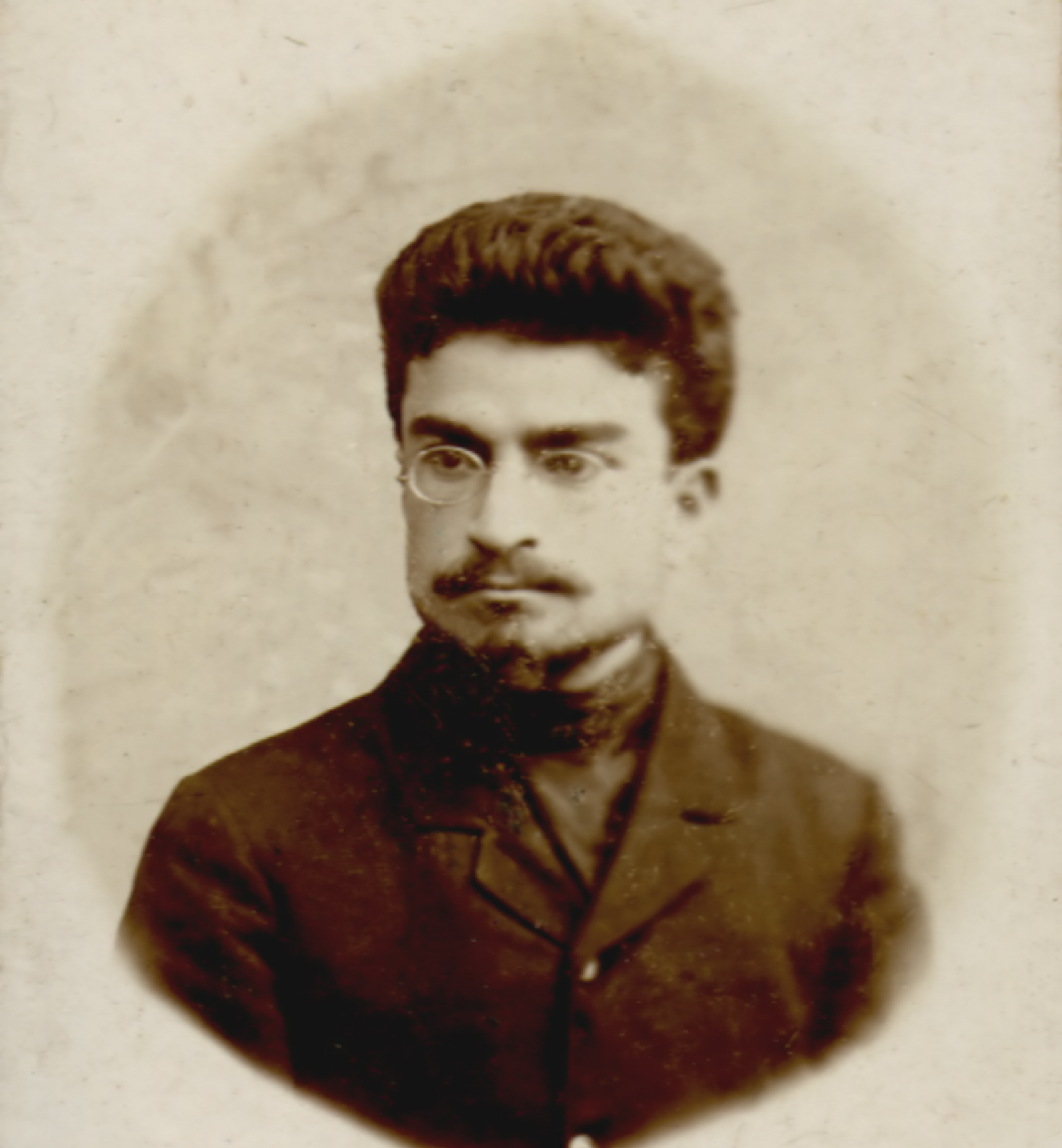
Iwane Beritaschwili

Iwane Solomonis Dse Beritaschwili, auch Beritow, Beritov, Beritoff, (georgisch ივანე სოლომონის ძე ბერიტაშვილი, russisch Иван Соломонович Бериташвили; * 29. Dezember 1884jul. / 10. Januar 1885greg. in Wedschini, Ujesd Sighnaghi; † 29. Dezember 1974 in Tiflis) war ein georgisch-sowjetischer Neurophysiologe, Neuropsychologe und Hochschullehrer.

## Leben
Der Priestersohn Beritaschwili besuchte die Geistliche Schule Telawi und das Geistliche Seminar Tiflis. 1906 legte er die Reifeprüfung ab und begann das Studium an der Universität St. Petersburg in der naturwissenschaftlichen Abteilung der physikalisch-mathematischen Fakultät, wo er bald durch seine Fähigkeiten und seinen Eifer auffiel. Im 3. Kursjahr begann er im Laboratorium Nikolai Jewgenjewitsch Wwedenskis experimentell zu arbeiten. Seine Untersuchungsergebnisse wurden 1910 veröffentlicht. Nach dem Abschluss des Studiums im gleichen Jahr behielt ihn Wwedenski am Lehrstuhl als Aspirant. Daneben unterrichtete Beritaschwili in den Kursen Pjotr Franzewitsch Lesgafts.
Auf Empfehlung Wwedenskis wurde Beritaschwili 1911 nach Kasan geschickt, um bei Alexander Filippowitsch Samoilow die Methodik der Registrierung von Strömen in Nerven und Muskeln mit einem Galvanometer zu erlernen, die Samoilow 1904 in Leiden von Willem Einthoven übernommen hatte. 1914 wurde Beritaschwili wieder auf Empfehlung Wwedenskis zu Rudolf Magnus nach Utrecht geschickt, um die Techniken der Neurochirurgie zu erlernen. Bei Beginn des Ersten Weltkrieges musste er die Arbeit dort abbrechen und nach Petrograd zurückkehren.
1915 musste Beritaschwili wegen eines Konflikts mit Wwedenski die Universität Petrograd verlassen. Er wechselte zur Universität Neurusslands in Odessa und wurde Oberassistent am Lehrstuhl für Physiologie. Innerhalb eines Jahres wurde er Privatdozent. Er untersuchte schützende bedingte Reflexe von Hunden nach der Methode Wladimir Michailowitsch Bechterews.
Nach der Oktoberrevolution wurde Beritaschwili 1919 als Professor für Physiologie an die 1918 von Iwane Dschawachischwili gegründete Universität Tiflis berufen. Trotz fehlender Voraussetzungen konnte er in kurzer Zeit durch Anwerben und Schulung des nötigen Personals die Lehr- und Forschungstätigkeit beginnen. Er veröffentlichte das erste georgische Lehrbuch der Physiologie (in zwei Bänden 1920 und 1921), dem 1922 die russische Ausgabe folgte. Er richtete ein Forschungslaboratorium ein, wie es sich Iwan Romanowitsch Tarchanow vorgestellt hatte. 1935 wurde er Direktor des Instituts für Physiologie der Universität Tiflis, das er bis 1960 leitete. 1937 veröffentlichte er das russische Handbuch der allgemeinen Physiologie der Nerven- und Muskelsysteme, für das er 1941 den Stalinpreis erhielt. 1939 gründete er die Georgische Gesellschaft für Physiologie und wurde Wirkliches Mitglied der Akademie der Wissenschaften der UdSSR. In der 1941 gegründeten Georgischen Akademie der Wissenschaften der SSR Georgien wurde er sogleich Wirkliches Mitglied und Direktor des Instituts für Physiologie der Akademie (bis 1951, danach wissenschaftlicher Leiter). 1944 gehörte er zu den Gründungsmitgliedern der Akademie der Medizinischen Wissenschaften der UdSSR.
Auf der Tagung zu den Lehren Iwan Petrowitsch Pawlows im Herbst 1950 wurden Leon Abgarowitsch Orbeli, Beritaschwili, Alexei Dmitrijewitsch Speranski, Lina Stern und andere als Feinde der Lehren Pawlows, auf die sich Trofim Denissowitsch Lyssenko stützte, kritisiert und Pjotr Kusmitsch Anochins Theorie der funktionalen Systeme scharf abgelehnt. Nach der Rehabilitierung der kritisierten Wissenschaftler 1955 stellte Beritaschwili die Räumliche Orientierung in den Mittelpunkt seiner Forschungsarbeiten. 1958–1960 gehörte er zusammen mit Herbert Jasper und Henri Gastaut zu den Gründern der International Brain Research Organization (IBRO). Später widmete er sich der Gedächtnisforschung.

## Ehrungen, Preise
- Orden des Roten Banners der Arbeit (1938, 1944)
- Stalinpreis II. Klasse (1941)
- Leninorden (1945, 1964)
- Held der sozialistischen Arbeit (1964)[4]

## Veröffentlichungen (Auswahl)
- Beritoff, J.S.: On the fundamental nervous processes in the cortex of the cerebral hemispheres. I. The principal stages of the development of the individual reflex: its generalization and differentiation. In: Brain. Band 47, 1924, S. 109–148, doi:10.1093/brain/47.2.109.
- Beritoff, J.S.: On the fundamental nervous processes in the cortex of the cerebral hemispheres.II. On the principal cortical elements in the arcs of the individual reflexes. In: Brain. Band 47, 1924, S. 358–376, doi:10.1093/brain/47.3.358.
- Beritoff, J.S.: Über die individuell-erworbene Tätigkeit des Zentralnervensystems. In: J. Psychol. Neurol. Band 33, 1927, S. 113–335.
- Beritashvili, I.S.: Les mécanismes nerveux de l'orientation spatiale chez l'homme. In: Neuropsychologia. Band 1, 1963, S. 233–249, doi:10.1016/0028-3932(63)90018-6.
- Beritashvili, I.S. (Beritoff): Neural Mechanisms of Higher Vertebrate Behavior. Little Brown & Co, Boston 1965.
- Beritashvili, I.S.: Preparatory chapter: From the spinal coordination of movements to the psychoneural integration of behavior. In: Annu. Rev. Physiol. Band 28, 1966, S. 1–16.
- Beritashvili, I.S. (Beritoff): Concerning psychoneural activity of animals. In: A Handbook of Contemporary Soviet Psychology. 1969, S. 627–670.
- Beritashvili, I.S.: Vertebrate Memory. Characteristics and Origin. Plenum Press, New York 1971.
- Beritashvili, I.S. (Beritoff): Phylogeny of memory development in vertebrates. In: Brain and Behavior. 1972, S. 341–351.